# Sala Comacina
Sala Comacina es una localidad y comune italiana de la provincia de Como, región de Lombardía, con 602 habitantes.

## Evolución demográfica
| Gráfica de evolución demográfica de Sala Comacina entre 1861 y 2001 |
|                                                                     |
| Fuente ISTAT - elaboración gráfica de Wikipedia                     |